# Kościół św. Piotra w Qormi
Kościół Świętego Piotra Męczennika (malt. Il-knisja ta’ San Pietru Martri, ang. Church of St. Peter the Martyr), lub też Świętego Piotra Apostoła – rzymskokatolicki kościół w Qormi na Malcie.

Kościół położony jest przy Triq San Pietru, na rogu Triq Santa Katerina.

## Historia
Oryginalny kościół zbudowany został w XV wieku. Kiedy Mons. Pietro Dusina w 1575 wizytował kościół, znalazł go pozbawiony wszystkiego – drzwi, dochodów, rektora oraz wszelkich rzeczy potrzebnych do sprawowania kultu, jedynie z ołtarzem, przy którym w święto patronalne odprawiane były nieszpory i msza święta na koszt pobożnych wiernych. Nakazał, aby w pierwszej kolejności wprawiono drzwi, by można było świątynię zamykać.

Podczas wizyty pastoralnej w 1656 biskup Balaguer Caramasa zdesakralizował kościół z powodu jego złego stanu. W tym samym roku ks. Pietru Casha (lub Cassia) odbudował świątynię.

## Architektura

### Wygląd zewnętrzny

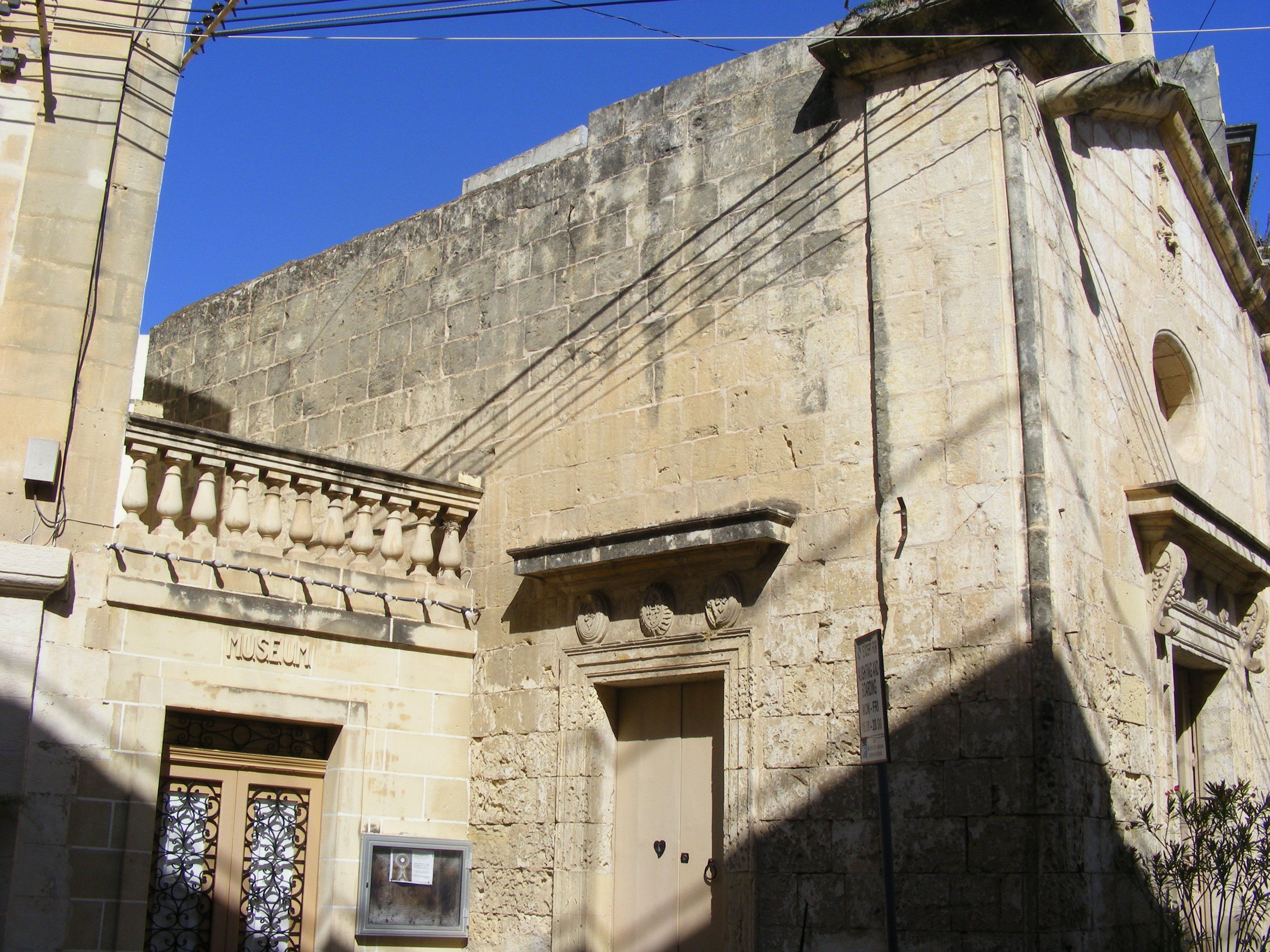
Południowo-zachodnia elewacja kościoła z bocznym wejściem

Fasada kościoła jest prosta, z centralnie położonym wejściem otoczonym zdobionym portalem. Nad wejściem prosty gzyms oparty na dwóch wspornikach w formie esownicy. Na fryzie pomiędzy gzymsem i drzwiami trzy ozdobne owale, z których centralny przedstawia monogram Jezuitów w formie liter „IHS”, krzyża i trzech gwoździ, wpisanych w promienie słoneczne. Nad gzymsem oculus z maswerkiem w formie rozety. Ponad oknem herb biskupa Caramasy, a ponad nim figura patrona kościoła w niewielkiej ozdobnej niszy. Całość fasady wieńczy prosty gzyms, w centralnej części wyprofilowany w kształt frontonu, poniżej którego końców wybiegają dwa kamienne rzygacze, każdy w formie lufy działa. Nad gzymsem góruje dzwonnica bell-cot z jednym dzwonkiem, zwieńczona kamiennym krzyżem. Przed frontem budynku niewielki placyk. Północno-wschodnia ściana kościoła przylega do sąsiedniego budynku, gdy w południowo-zachodniej znajduje się boczne wejście identyczne z frontowym.

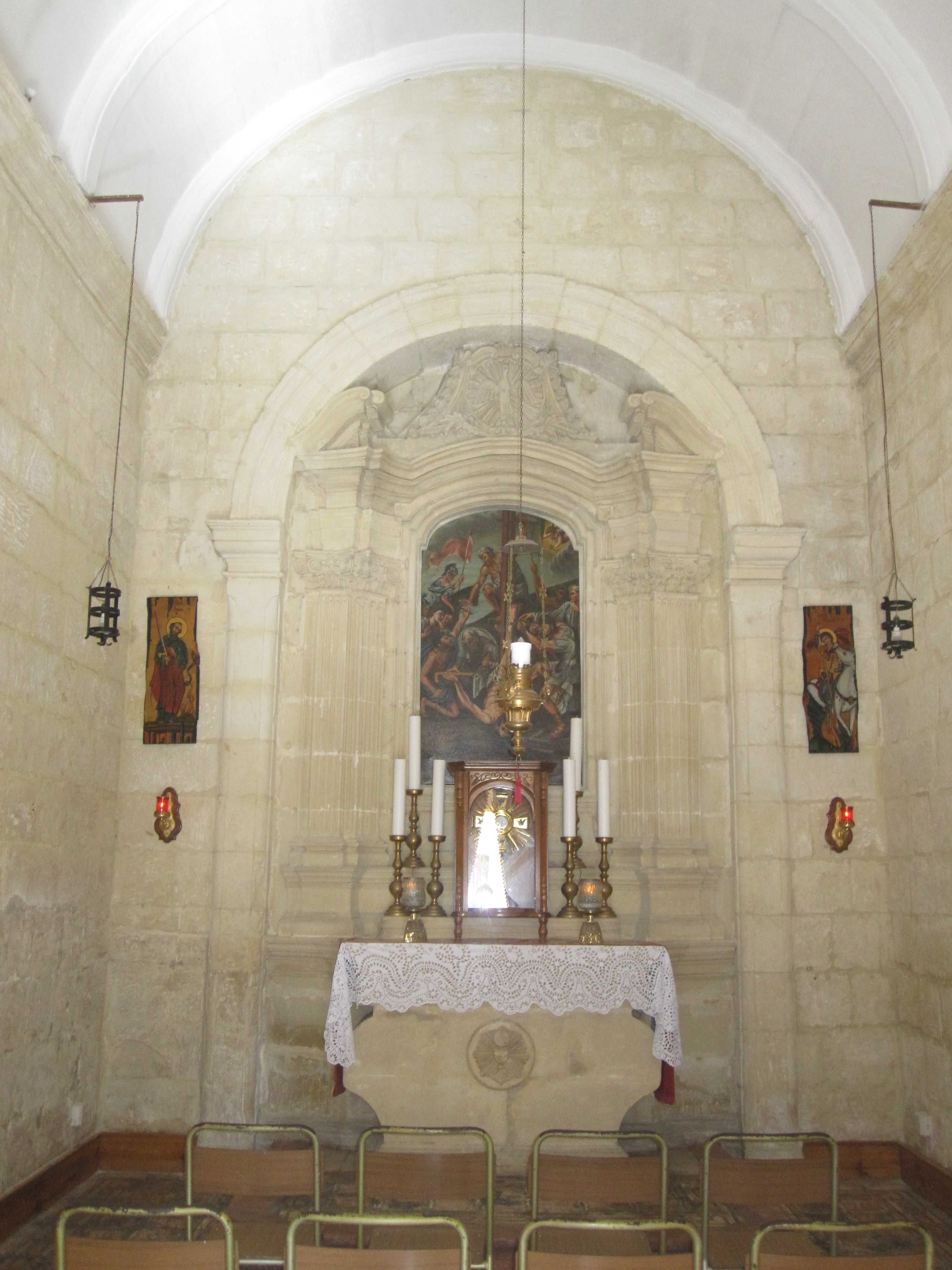
Wnętrze kościoła

### Wnętrze
Kościół ma wewnątrz kształt prostokąta, nakryty jest sklepieniem kolebkowym z łukami wspartymi na wysoko umieszczonym gzymsie obiegającym trzy ściany – boczne oraz frontową. W czwartej znajduje się wnęka z jedynym ołtarzem. Kamienny ołtarz ma na stipes umieszczone symbole eucharystyczne – kielich i hostię. Retabulum jest w formie dwu kolumn wspierających naczółek wolutowy z symbolem Ducha Świętego pośrodku.

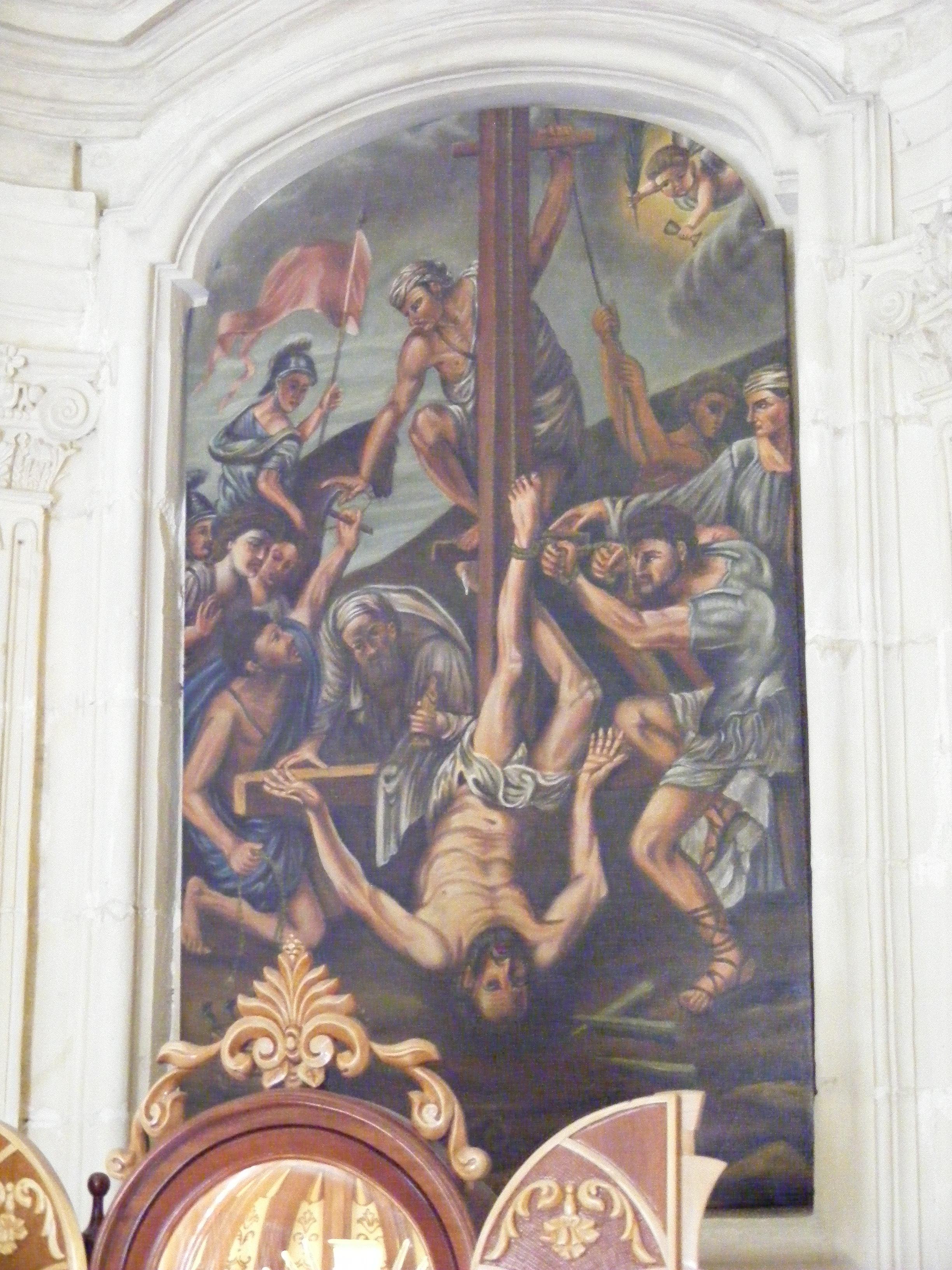
Obraz nad ołtarzem kościoła

Obraz znajdujący się w ołtarzu jest wierną kopią oryginału, wykonaną przez Neville’a Attarda z Qormi. Przedstawia on Męczeństwo św. Piotra. Oryginał obrazu, wymagający renowacji, znajduje się w muzeum parafialnym. Jego autor pozostaje nieznany.

## Świątynia dzisiaj
Jeszcze w pierwszej dekadzie XXI wieku w kościele nauczano miejscowe dziewczęta katechezy. Po jego odnowieniu rozpoczęto całodzienne adoracje Najświętszego Sakramentu, kontynuowane do dzisiaj.

## Święto patronalne
Święto patronalne kościoła przypada 29 czerwca.

## Ochrona dziedzictwa kulturowego
Kościół umieszczony jest na liście National Inventory of the Cultural Property of the Maltese Islands pod          nr. 00430.